# Мэри Мэй
Мари́-Мэ Буша́р (фр. Marie-Mai Bouchard; род. 7 июля 1984, Вареннес, Квебек; также известна под сценическим именем Мари-Мэ (Marie-Mai)) — певица из Квебека. Стала одной из лучших в финале 1-го сезона квебекского реалити-шоу Star Academy — аналога российской «Фабрики звёзд».

## Профиль
Так как отец Мари-Мэ был музыкантом, она начала интересоваться музыкой уже с раннего детства, когда начала играть на пианино, а также играть в музыкальном театре. Уже скоро она начала петь и её бабушка разглядела в ней талант и будущую звезду. В последующие годы, она помогала Мари-Мэ улучшать её вокальные способности. В это время, бабушка предложила Мари пройти прослушивание в новое канадское шоу, Академия звезд. До этого, в 2001, она начала выступать в Монреальском шоу «Музыкальный театр».
В 2003 году она вышла в финал шоу, по итогам которого заметили её любимое направление в музыке поп/рок. К сожалению она заняла 3-е место после Мари-Элен Тибер, и Wilfred Le Bouthillier, который в конечном итоге стал победителем шоу.
После тура Академии звезд, который закончился в 2004 году, она стала выступать в рок опере Аренда (англ. Rent), которая была представлена в Монреальском театре Олимпия.
28 февраля 2010 Мари выступила с композицией «Emmène-Moi» на церемонии закрытия Зимних Олимпийских игр 2010 года в Ванкувере.

## Дебютный альбом
Дебютный альбом Мари-Мэ вышел под названием Inoxydable, спродюсированный Фредом Сэн-Жэле, 28 сентября 2004 года. Более 120,000 альбомов было продано только в Квебеке, а во Франции альбом вышел в 2006 году. Несколько синглов достигли высоких мест в чартах Квебека, включая такие песни как «Il faut que tu t’en ailles» и «Encore une nuit» которые достигли вершин хит-парадов Радио NRJ.

## Европейский тур
Осенью 2006 года состоялся дебют Мари-Мэ на международной арене. Вместе с Гару, она пела на четырёх концертах в Олимпии в Париже. Также в Европейском туре значились остановки в таких странах как Швейцария, Бельгия, Румыния. В интервью, которое Мари-Мэ давала французскому телеканалу TVA, корреспонденту Клоду Шарону, она говорит что была в восторге от проведения пиар-кампании в Париже. Она говорила также, что несмотря на недолгое пребывание в Париже, она по-прежнему каждую ночь возвращается туда на сцену.

## Второй альбом
Второй альбом Мари-Мэ вышел под названием Dangereuse Attraction (также спродюсированный Fred St-Gelais).
В интервью с Шеррон она отметила, что надеется на аналогичный успех как её дебютный альбомом Inoxydable. Первая песня из её альбома «Qui prendra Ma place» (Который займет Мое место), и уже достиг первого место на франкоязычных чартах радио Energie. Мари-Мэ упоминает, что её второй альбом стал более личным, чем Inoxydable. Её песня «Tot Ou Tard» является кавером на песню Alexz Johnson’s «Waste My Time» из альбома Songs from Instant Star.

## Третий альбом
Новый альбом Мари-Мэ, Version 3.0, взлетает со скоростью молнии. Начатый в Metropolis Records 22 сентября, он имеет большой успех и является поистине совершенным.
По данным исследовательской компания Nielsen Soundscan, которая каждую неделю публикует объёмы продаж альбома в стране, третий альбом Мари Мэ начал быстро раскупаться уже на первой неделе продаж. Version 3.0 занимает 1-е место среди Квебекских продаж и 3 место среди продаж в Канаде, с 11 869 копиями, проданными только за 5 дней! Эти результаты являются внушительными до такой степени, что такие музыканты как Мика, Дан Биграс и даже Гарри Конник младший, начали записи своих новых альбомов.
Повторно переданное живое выступление певицы собрало более 6,000 интернет-пользователей по всей стране, а также зрителей из США, Франции и Южной Америки.
17 августа в продажи поступил сингл C’est moi, в этот же день он был запущен на радиостанциях. Это определённо повлияло на то, что сингл стал 3 в Top 100 BDS. C’est moi хорошо распродавался среди франкоязычной музыки на канадском iTunes, в течение нескольких недель. В течение трёх недель сингл занимал 1-е место на сайте Zik.ca, что в итоге вывело его на 2-е место. Также сингл фигурирует в 6 позициях рейтинга iTunes Канады.
Version 3.0 уже признан критиками как лучший альбом Мари-Мэ. И теперь альбом официально признан общественным достоянием!

## Дискография

### Inoxydable(2004)
1. Il faut que tu t’en ailles (You Have to Leave) (Marie-Mai, Fred St-Gelais, Antoine Sicotte)
2. Inoxydable (Stainless) (Diane Cadieux, Fred St-Gelais)
3. Tu t’en fous (You Don’t Care) (Patrick Lafleur, Fred St-Gelais)
4. En hiver (In Winter) (David Quilico)
5. Tous les chemins (All the Roads) (Patrick Lafleur, Fred St-Gelais)
6. Encore une nuit (One More Night) (Marie-Mai)
7. Un million d’années (The One That Got Away) (Fred St-Gelais)
8. Rien (Nothing) (Dave Richard/Marie-Mai, Fred St-Gelais)
9. Take the money (Fred St-Gelais, Martin Rannou)
10. Salaud! (Bastard!) (Luc Plamondon/Romano Mussumara)
11. Entre mes mains (In My Hands) (Patrick Lafleur, Fred St-Gelais)
12. Chanson pour hier et demain (Song for Yesterday and Tomorrow) (Fred St-Gelais)
13. Seule à Montréal (Alone in Montreal)(Jean-Pierre Bouchard)

### Dangereuse Attraction(2007)
1. Mentir (Lying) (Marie-Mai, Fred St-Gelais)
2. Emmène-Moi (Take Me Away) (Marie-Mai, Fred St-Gelais)
3. Qui prendra ma place (Who Will Take My Place) (Marie-Mai, Fred St-Gelais)
4. Avec Elle (With Her) (Marie-Mai, Fred St-Gelais)
5. Tôt ou Tard (Sooner or Later)(Christopher Ward, Rob Wells, Marie-Mai, Fred St-Gelais)
6. Ici Maintenant (Here Now) (Ali Tompson, Luke McMaster, Marie-Mai, Fred St-Gelais)
7. Dangereuse Attraction (Dangerous Attraction) (Marie-Mai, Fred St-Gelais)
8. Encore (Again) (Marie-Mai, Fred St-Gelais)
9. Mille Jours (A Thousand Days) (Marie-Mai)
10. Cauchemar (Nightmare) (Marie-Mai, Fred St-Gelais)
11. Elle Avance (She Advances) (Marie-Mai, Fred St-Gelais)
12. Sous un ciel sombre (Beneath a Dark Sky) (Marie-Mai, Fred St-Gelais, Patrick Lafleur)
13. La prochaine fois (Next Time) (Marie-Mai, Fred St-Gelais)

### Version 3.0(2009)
1. Déja Loin (Already Far) (Marie-Mai, Fred St-Gelais)
2. J’attendrai Mon Tour (I Will Wait My Turn) (Marie-Mai, Fred St-Gelais)
3. C’est Moi (It’s Me) (Marie-Mai, Fred St-Gelais)
4. Garde Tes Larmes (Keep Your Tears) (Rob Wells, Marie-Mai, Fred St-Gelais)
5. Secrets (Secrets) (Marie-Mai, Fred St-Gelais)
6. Tout (Everything) (Marie-Mai, Fred St-Gelais)
7. Pour Une Fois (For Once) (Marie-Mai, Fred St-Gelais)
8. Comme Avant (Like Before) (Rob Wells, Marie-Mai, Fred St-Gelais)
9. Plaisirs Amers (Bitter Pleasures) (Marie-Mai, Fred St-Gelais)
10. Rebâtir Notre Histoire (Rebuilding Our History) (Marie-Mai, Fred St-Gelais)
11. Tu L’emporte Sur Moi (You Win Over Me) (Marie-Mai, Fred St-Gelais)
12. Do You (Marie-Mai, Fred St-Gelais)

## Видеоклипы
- Il faut que tu t’en ailles
- Tu t’en fous
- Encore une nuit
- Rien
- Emmène-Moi
- Mentir
- Qui prendra ma place
- Déja Loin
- C’est Moi
- Comme avant
- C.O.B.R.A

## Дуэты
Мари-Мэ исполняла вместе с Дэвидом Ашером песню Kill the Lights из его альбома Wake Up and Say Goodbye.
Исполнила вместе с группой Simple Plan французскую версию песни Jet Lag.
Исполнила вместе с Jonas песню Jamais trop tard.